# Hindi fijiano
O hindi fijiano, também conhecida como hindustâni fijiano ou fijiano, é uma língua falada por parte da população em Fiji de ascendência indiana. É derivada principalmente da awadhi e da língua boiapuri ou dialetos do hindi e também contém palavras de outras línguas indianas. Ela também assimilou um grande número de palavras do fijiano e do inglês. A relação entre a língua hindi fijiana e o hindi é semelhante à relação entre o africâner e neerlandês. Um grande número de palavras, exclusivo para hindi fijiano, foram criadas para atender o novo ambiente que os autóctones fijianos vivem agora. A primeira geração de autóctones fijianos, que usou a língua como uma língua franca nas Ilhas Fiji, referiu-se à linguagem como Fiji Baat (discussão fijiana). Estudos recentes têm confirmado pelos linguistas que a língua hindi fidjiana "é um dialeto distinto, baseado no hindi falado na Índia, mas com uma gramática própria e vocabulário adequado para Fiji."

## Escrita
O Hindi de Fiji usa o alfabeto latino com as cinco vogais curtas e longas (duplas) mais Ai e Au; Usam-se todas as 21 consoantes mais grupos de 2 ou 3 consoantes juntas (total 40 consoantes)

## Amostra de texto
Ee hamaar Pita tum jon swarag me hae,
tumhaar naam pawitr maana jaawe,
tumhaar raaj aawe,
aur tumhaar ichchha jaise swarag men puura hoy hae
weisahiyen dharti me bhi hoy.
Aaj ke khatir hamme khaana do.
Hamaar galti ke maaf karo,
jaise ham bhi aapan apraadhi log ke maaf kara hae.
Hamaar test nai lo lekin ham ke buraai se bachaana.
(Oração - Pai Nosso)